# Michael Porter
Michael Eugene Porter (født 1947) er en amerikansk professor i management og økonomi samt leder af Institute for Strategy and Competitiveness ved Harvard Business School. Porter har forfattet 17 bøger, mere end 125 videnskabelige artikler og er ophavsmanden til Porters fem kræfter, Porter-diamanten, Porters generiske strategier og værdikæden. 
Porter blev bachelor i luftfart og maskiningeniørvidenskab fra Princeton University i 1969 og MBA fra Harvard Business School i 1971, hvorfra han desuden har en ph.d. i erhvervsøkonomi. 
Michael Porters mest berømte og citerede værk er Competitive Advantage fra 1985, som sidenhen er blevet udgangspunkt for store dele af forskningen indenfor strategi og ledelse, omend også udsat for en del kritik, bl.a. for at mangle tilstrækkelig empiri til at underbygge teorien, og for at bruge belejlige beviser for hans påstande igennem udvalgte cases.